# 3420 Standish
3420 Standish è un asteroide della fascia principale. Scoperto nel 1984, presenta un'orbita caratterizzata da un semiasse maggiore pari a 3,1099317 UA e da un'eccentricità di 0,0743066, inclinata di 14,27726° rispetto all'eclittica.